# Marcus Hinterberger

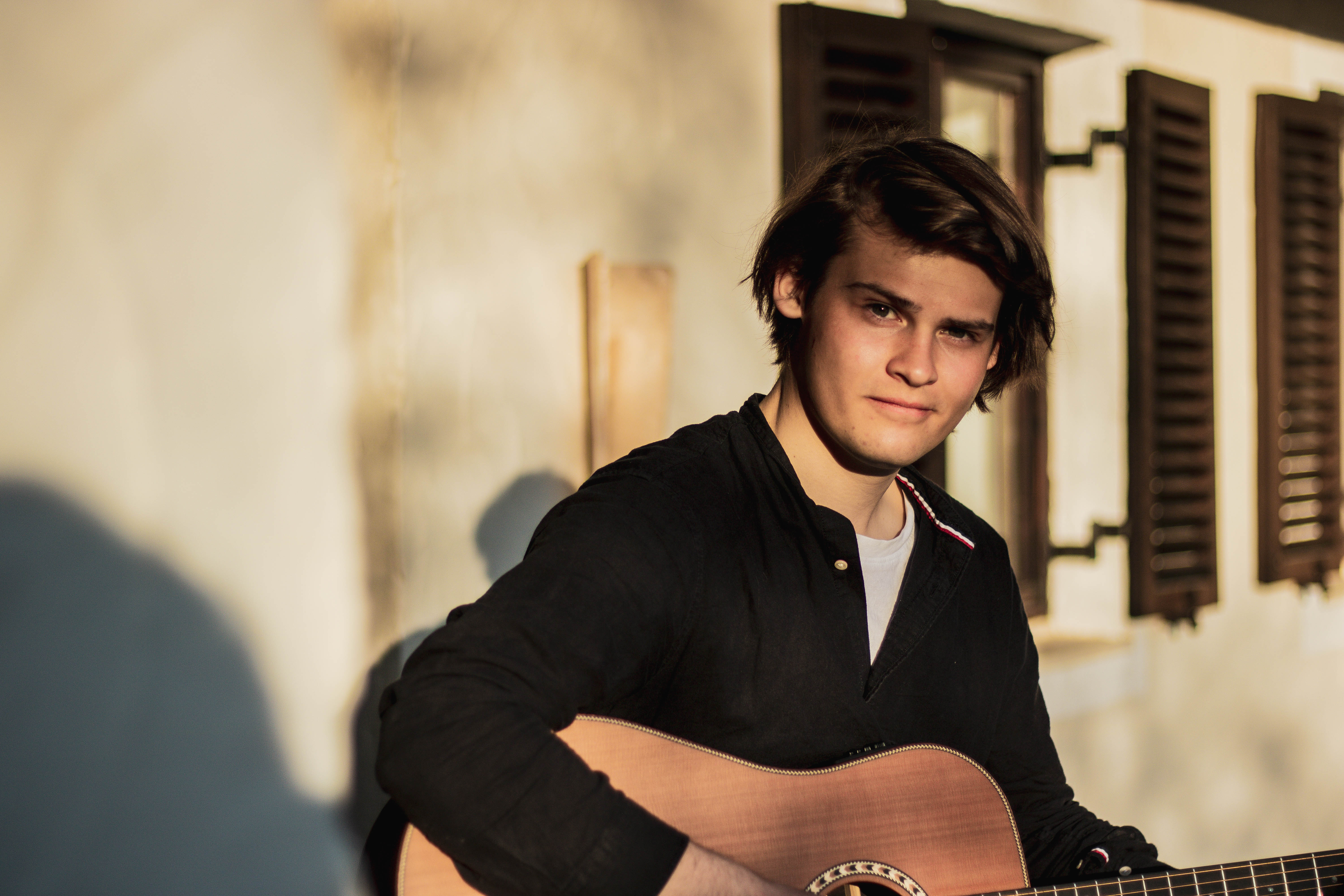
Marcus Hinterberger 2021

Marcus Hinterberger (* 8. August 2000 in Zell am See) ist ein österreichischer Musiker und Satiriker aus Saalbach-Hinterglemm. Sein „Ischgl Blues“ und die Wut der Ischgler Seilbahnbetreiber darüber machten ihn im Corona-Herbst 2020 über Nacht schlagartig bekannt. 2022 wurde er für seine Projekte mit dem Hubert-von-Goisern Kulturpreis ausgezeichnet.

## Leben
Marcus Hinterberger wuchs im Salzburger Skiort Saalbach-Hinterglemm auf und besuchte dort die Volksschule, danach das Gymnasium Saalfelden, wo er im Sommer 2018 maturierte. Anschließend begann er ein Studium für Medientechnik und -design an der FH Oberösterreich Hagenberg. Im Herbst 2019 wechselte er an die Athanor Akademie für Theater und Film.

## Musikalische Laufbahn

### Anfänge
Nachdem Hinterberger sich im Medientechnik-Studium zu wenig gefordert fühlte, kaufte er sich im Herbst 2018 eine Gitarre und lernte mit YouTube autodidaktisch das Spielen. Nach einem Jahr veröffentlichte er erste Coverversionen von Elvis Presley, den Beatles und Johnny Cash auf YouTube und begann, erste eigene Lieder in Mundart zu verfassen. Während des ersten Corona-Lockdowns im Frühjahr 2020 veröffentlichte er sein erstes eigenes Lied „Das Quarantäne-Lied“, über eine gescheiterte Paarbeziehung im Lockdown, später auch den „Ibiza-Song“; beide Videos blieben mit ein paar tausend Klicks jedoch wenig erfolgreich.

### Ischgl Blues
Nachdem Hinterberger in den Medien von Ideen Ischgler Hotliers hörte, mit Luxus-Tourismus neue Gäste anzulocken, schrieb er den „Ischgl-Blues“, in dem er sich über Porsche-fahrende Hotelierssöhne und protzige Seilbahn-Vorstände lustig macht. Nachdem er den „Ischgl Blues“ im Herbst 2020 ins Netz stellte, folgten starke negative Reaktionen von Ischglern über das Video, was von vielen Medien als Shitstorm bezeichnet wurde. Der Tourismusobmann von Hinterbergers Heimatgemeinde Saalbach-Hinterglemm meldete sich bei seinen Eltern und bat, das Video aus dem Netz zu nehmen. Hinterberger nahm sein Video zunächst tatsächlich vom Netz. Eine Woche später bekam Hinterberger einen Brief des Vorstands der Silvretta Seilbahnen AG, in dem er als „Möchtegernkünstler“ und er oder sein Werk als „primitiv“ und „niveaulos“ bezeichnet wurde. Hinterberger sendete dieses Schreiben an den bayrischen Liedermacher Hans Söllner und erzählte ihm seine Geschichte. Dieser war angetan von Hinterbergers satirischem Werk und veröffentlichte sein Lied erneut auf seiner Facebook-Seite. Es wurde abermals schnell geteilt und entwickelte sich zum viralen Hit. Es folgten zahlreiche Medienanfragen; insgesamt wurde das Video über 400.000 Mal aufgerufen. Der gesamte Ablauf um den „Ischgl-Blues“ ist ein Beispiel für den sogenannten Streisand-Effekt.
Im Februar 2021 nahm Hinterberger mit dem „Ischgl-Blues“ beim FM4-Protestsongcontest teil und gewann dabei die Publikumswertung. Insgesamt belegte er den 4. Platz.

### Bürgermeister Blues
Im Oktober 2021 veröffentlichte Hinterberger den „Bürgermeister Blues“, in dem er den Ausverkauf der Berge und die Korruption in Tourismus-Dörfern anprangert. Ein Shitstorm wie beim Ischgl-Blues blieb aus, jedoch bekam Hinterberger mit seinem Anliegen Unterstützung auf politischer Ebene: Die österreichische Politikerin Beate Meinl-Reisinger, Klubobfrau der NEOS, teilte Hinterbergers Lied auf Twitter und stärkte ihm den Rücken.

### Hubert von Goisern Kulturpreis
Im Mai 2022 wird Hinterberger für seine Projekte mit dem Hubert-von-Goisern-Kulturpreis ausgezeichnet. Hinterbergers Songs „sind beseelt von einem Widerstandsgeist gegen eine Gesellschaft, in der das Geschäft einiger weniger über das Gemeinwohl gestellt wird“, heißt es in der Begründung. Neben Hinterberger werden auch die in Wien lebende britisch-österreichische Sängerin und Musikerin Alicia Danner sowie die Vorarlbergerin Ingrid Hofer ausgezeichnet.

## Werke
- Quarantäne-Lied
- Ibiza-Song
- Ischgl-Blues
- Bürgermeister-Blues